# Endiandra holttumii
Endiandra holttumii là loài thực vật có hoa trong họ Nguyệt quế. Loài này được M.R.Hend. miêu tả khoa học đầu tiên năm 1933.